# Pasaporte colombiano
El pasaporte colombiano es un documento de identidad emitidos a los ciudadanos y nacionales colombianos. Son emitidos exclusivamente por la Cancillería de Colombia, y desde 2015 son biométricos. Es obligatorio que los nacionales colombianos que ingresen o salgan de Colombia lo hagan con pasaporte colombiano (o con cédula en caso de viajar entre Colombia y uno de los países América del Sur con los que existe acuerdo al respecto), incluso si poseen múltiple nacionalidad.
A partir del 18 de octubre de 2022, los ciudadanos colombianos tenían acceso sin visa o con visa a la llegada a 132 países y territorios, lo que ubica al pasaporte colombiano en el puesto 41 en términos de libertad de viaje según el índice de pasaportes de Henley Passport Index.

## Solicitud y especificaciones
El pasaporte colombiano puede ser expedido en cualquiera de las 3 oficinas de pasaportes del Ministerio de Relaciones Exteriores de Colombia, en 27 Gobernaciones del país y en los consulados de Colombia en el exterior. Para su expedición es obligatoria la presentación del documento de identidad del solicitante (registro civil para menores de 7 años, tarjeta de identidad para menores entre 7 y 17 años, y cédula para mayores de 18 años) y su presencia, ya que la fotografía, la firma y huellas son digitales y son tomadas al momento de la solicitud. Actualmente los pasaportes se entregan en 24 horas en Bogotá, en las gobernaciones en 48 horas hábiles, y en las embajadas y consulados, dependiendo de la distancia, el tiempo de entrega varía entre 48 horas y 5 días hábiles.
Podrá solicitarse pasaporte en los siguientes casos:
- Por primera vez.
- Por extravío o hurto.
- Cuando a su pasaporte actual se le acaben las hojas en blanco.
- Deterioro o vencimiento.
- Cumplimiento de la mayoría de edad.
- Voluntariamente.

## Clases de pasaportes
Según la Resolución 6888 de 2021 del Ministerio de Relaciones Exteriores:

### Pasaporte Ordinario
Es expedido a los colombianos en el territorio nacional y en las Misiones Diplomáticas y Consulares de Colombia en el exterior. Consta de 32 páginas, su portada es de color vino tinto y su vigencia es de 10 años

### Pasaporte Ejecutivo
Es expedido a los colombianos en el territorio nacional y en las Misiones Diplomáticas y Consulares de Colombia en el exterior. Consta de 48 páginas, su portada es de color vino tinto y su vigencia es de 10 años.

### Pasaporte Fronterizo con Zona de Lectura Mecánica
Es expedido a los colombianos que se encuentran en Brasil, Ecuador, Panamá, Perú y Venezuela, por intermedio de las Misiones Diplomáticas y Consulares de Colombia acreditadas en los mencionados países. El pasaporte consta de 28 páginas, su portada es de color vino tinto y su vigencia es de 10 años. Este pasaporte solo es válido para entrar y salir de Colombia desde y hacia el país en donde fue expedido.

### Pasaporte Diplomático
Es expedido bajo los parámetros del capítulo sexto de la Resolución 6888. Los únicos colombianos autorizados para recibir un pasaporte diplomático son aquellos que, por la naturaleza de su cargo, requieren de identificación diplomática y, por extensión, de la inmunidad diplomática que esta otorga durante sus desplazamientos por otros países. Entre los beneficiarios de un pasaporte diplomático colombiano se encuentran el Presidente de la República, los Ministros del país, los magistrados de las Altas Cortes, y los servidores diplomáticos de Colombia, entre otros. El pasaporte consta de 48 páginas, su portada es de color rojo y su vigencia es de 10 años.

### Pasaporte Oficial
Es expedido bajo los parámetros del capítulo séptimo de la Resolución 6888. Los únicos colombianos autorizados para recibir un pasaporte oficial son aquellos que, por la naturaleza de su cargo, requieren de identificación diferenciada y prioritaria durante sus desplazamientos por otros países, mas no requieren de inmunidad diplomática. Entre los beneficiarios de un pasaporte oficial colombiano se encuentran los Congresistas de la República, y los Gobernadores departamentales, entre otros. El pasaporte consta de 28 páginas, su portada es de color azul y su vigencia es de 10 años.

### Pasaporte de Emergencia con Zona de Lectura Mecánica
Es expedido por a los colombianos en el territorio nacional y en las Misiones Diplomáticas y Consulares de Colombia en el exterior, solo para situaciones excepcionales, de caso fortuito o fuerza mayor. Consta de 8 páginas, su portada es de color gris y su vigencia es de 7 meses.

### Pasaporte Provisional Exento con Zona de Lectura Mecánica
Este documento es expedido a través de las Misiones Diplomáticas y Consulados de Colombia acreditados en el exterior a colombianos que se encuentren en situaciones excepcionales de particular vulnerabilidad. El documento no tiene costo y es válido únicamente para regresar a Colombia. Consta de 1 hoja, carece de portada y su vigencia es de 30 días.

## Visado
Colombia es un miembro de la Comunidad Andina, como tal los ciudadanos colombianos disfrutan de acceso ilimitado a cualquiera de los miembros (Bolivia, Ecuador y Perú), también es miembro asociado del Mercosur, brindando acceso ilimitado a cualquiera de los miembros (Argentina, Brasil, Paraguay, Uruguay) y tienen derecho a residencia y trabajo, sin otro requisito que poseer la nacionalidad colombiana (en algunos casos, se debe pagar una tasa por la visa de residente Mercosur; en otros, es indispensable poseer los antecedentes penales en el país de origen; los requisitos cambian, según el país). Los ciudadanos de estos ocho países (incluida Colombia) pueden solicitar una "residencia temporal" por hasta dos años en otro país de Mercosur. Seguidamente, pueden solicitar la "residencia permanente" justo antes de que expire el término de su "residencia temporal". En el caso de Chile, la política migratoria no incluye a los ciudadanos colombianos en el acuerdo; por lo tanto, los colombianos deben solicitar una visa especial, no respaldada por el tratado de Mercosur, si desean residir o trabajar en Chile.
Requisitos de visado para los titulares de pasaportes ordinarios que viajen por motivos turísticos:

Colombia
Ingreso permitido solo con Cédula de Ciudadanía
Países que no exigen visa a los colombianos
Países con visa a la llegada (VOA)
eVisa
Visa disponible tanto a la llegada como en línea
Visado requerido antes de la llegada

Nota:
•  Visa no requerida: No requiere visa para ingresar al territorio
•  Permiso de entrada en el control migratorio: Permite ingresar al territorio a través de una Visa a la llegada «Visa on Arrival (VoA) en inglés» o a través de una eVisa previa
•  Visa requerida: Requiere visa para ingresar al territorio
| País                            | Requerimiento de visado | Estancia permitida | Notas |
| África                          | África                  | África             | África |
| ------------------------------- | ----------------------- | ------------------ | --- |
| Angola                          | Visa requerida          |                    | Los pasajeros que tengan la confirmación de que el visado ha sido aprobado antes de la salida pueden obtener un visado a la llegada |
| Argelia                         | Visa requerida          |                    | |
| Benín                           | eVisa                   |                    | Además del visado, los nacionales de Colombia deben obtener un OK TO BOARD de la Policía Aeroportuaria o del Director de Inmigración de Benin antes de viajar |
| Botsuana                        | Visa requerida          |                    | |
| Burkina Faso                    | Visa a la llegada       | 3 meses            | |
| Burundi                         | Visa a la llegada       | 1 mes              | |
| Cabo Verde                      | Visa a la llegada       |                    | Los pasajeros deben obtener un prerregistro (EASE) antes de la salida en www.ease.gov.cv y tener un número de solicitud. Sin un prerregistro (EASE) deben pagar una tasa adicional a la llegada |
| Camerún                         | Visa requerida          |                    | |
| República Centroafricana        | Visa requerida          |                    | |
| Chad                            | Visa requerida          |                    | |
| Comoras                         | Visa a la llegada       | 45 días            | |
| República del Congo             | Visa requerida          |                    | |
| República Democrática del Congo | Visa requerida          |                    | |
| Costa de Marfil                 | Visa a la llegada       |                    | Los pasajeros con una "preinscripción aprobada" impresa y un "recibo de registro" obtenidos antes de la salida en http://www.snedai.com pueden obtener un visado a la llegada a Abiyán (ABJ) |
| Egipto                          | Visa a la llegada       | 30 días            | |
| Eritrea                         | Visa requerida          |                    | |
| Etiopía                         | Visa a la llegada       |                    | Los visados electrónicos pueden obtenerse antes de la salida en https://www.evisa.gov.et/ |
| Gabón                           | eVisa                   |                    | Los visados electrónicos pueden obtenerse antes de la salida en https://evisa.dgdi.ga . Los pasajeros deben tener una confirmación impresa del visado electrónico |
| Gambia                          | Visa requerida          |                    | |
| Ghana                           | Visa requerida          |                    | Los pasajeros con un pasaporte normal pueden obtener un visado a la llegada si tienen la confirmación de que se ha aprobado un visado antes de la salida y si tienen una copia de la aprobación del visado a la llegada emitida (al menos 48 horas antes de viajar a Ghana) por el Servicio de Inmigración de Ghana. La aprobación debe contener los números de pasaporte y de visado del viajero y una copia de la página de datos personales y de la foto del pasaporte del solicitante                                                                       |
| Guinea                          | eVisa                   |                    | Los visados electrónicos pueden obtenerse antes de la salida en https://www.paf.gov.gn/visa . Los pasajeros deben tener una confirmación impresa del visado electrónico |
| Guinea-Bisáu                    | Visa a la llegada       | 90 días            | |
| Guinea Ecuatorial               | Visa requerida          |                    | |
| Kenia                           | eVisa                   |                    | Los visados electrónicos se pueden obtener antes de la salida en www.evisa.go.ke . Los pasajeros deben tener una confirmación impresa del visado electrónico. Excepción: Esto no se aplica a los pasajeros menores de 16 años |
| Lesoto                          | eVisa                   |                    | Los visados electrónicos pueden obtenerse antes de la salida en http://evisalesotho.com/ |
| Liberia                         | Visa requerida          |                    | |
| Libia                           | Visa requerida          |                    | |
| Madagascar                      | Visa a la llegada       | 90 días            | Los pasajeros con un billete confirmado de ida y vuelta pueden obtener un visado a la llegada para una estancia máxima de 90 días |
| Malaui                          | eVisa                   |                    | Los visados electrónicos se pueden obtener antes de la salida en https://www.evisa.gov.mw/ |
| Mali                            | Visa requerida          |                    | |
| Marruecos                       | Visa no requerida       | 90 días            | |
| Mauricio                        | Visa a la llegada       | 60 días            | |
| Mauritania                      | Visa a la llegada       |                    | Los nacionales de Colombia pueden obtener un visado a su llegada a Nuakchot (NKC) |
| Mozambique                      | Visa a la llegada       | 30 días            | Los nacionales de Colombia con un pasaporte válido por un mínimo de 6 meses a partir de la fecha de llegada pueden obtener un visado a la llegada en Beira (BEW), Nampula (APL), Maputo (MPM), Pemba (POL), Tete (TET) y Vilankulo (VNX) para una estancia máxima de 30 días. Deben disponer de un billete de ida y vuelta, fondos suficientes para su estancia y una prueba del propósito de la visita |
| Namibia                         | Visa requerida          |                    | |
| Níger                           | Visa requerida          |                    | Los pasajeros con una carta (Visa Volant) pueden obtener un visado a la llegada para una estancia máxima de 30 días |
| Nigeria                         | Visa a la llegada       |                    | Los pasajeros con una aprobación de visado obtenida antes de la salida en https://immigration.gov.ng/ pueden obtener un visado a la llegada |
| Ruanda                          | Visa a la llegada       | 30 días            | |
| Santo Tomé y Príncipe           | eVisa                   |                    | Los visados electrónicos pueden obtenerse antes de la salida en http://www.smf.st/evisa/index.php |
| Senegal                         | Visa requerida          |                    | |
| Seychelles                      | Visa a la llegada       | 3 meses            | Los pasajeros pueden obtener un "permiso de visitante" a su llegada para una estancia máxima de 3 meses |
| Sierra Leona                    | Visa a la llegada       |                    | Los pasajeros con una confirmación de inmigración de que se ha aprobado un visado antes de la salida pueden obtener un visado a la llegada |
| Somalia                         | Visa a la llegada       | 30 días            | Los pasajeros pueden obtener un visado a su llegada a Bosaso (BSA), Galcaio (GLK), Garowe (GGR), Kisimayu (KMU) y Mogadiscio (MGQ) para una estancia máxima de 30 días |
| Suazilandia                     | Visa requerida          |                    | |
| Sudáfrica                       | Visa requerida          |                    | |
| Sudán                           | Visa requerida          |                    | Los pasajeros con un "permiso de entrada" expedido por el Ministerio del Interior sudanés pueden obtener un visado a su llegada para una estancia máxima de 60 días |
| Sudán del Sur                   | Visa requerida          |                    | |
| Tanzania                        | Visa a la llegada       |                    | |
| Togo                            | Visa a la llegada       | 15 días            | Los nacionales de Colombia pueden obtener un visado a la llegada para una estancia máxima de 15 días. Deben tener billetes de ida y vuelta |
| Túnez                           | Visa requerida          |                    | |
| Uganda                          | eVisa                   |                    | Los visados electrónicos pueden obtenerse antes de la salida en https://visas.immigration.go.ug/ . Los pasajeros deben tener una confirmación impresa del visado electrónico |
| Yibuti                          | Visa a la llegada       |                    | |
| Zambia                          | Visa a la llegada       | 90 días            | Los nacionales de Colombia que viajen como turistas pueden obtener un visado a la llegada para una estancia máxima de 90 días. El pasaporte debe contener al menos una página de visado no utilizada |
| Zimbabue                        | eVisa                   |                    | Los visados electrónicos pueden obtenerse antes de la salida en www.evisa.gov.zw . Los pasajeros deben tener una confirmación impresa del visado electrónico |
| América                         |                         |                    | |
| Antigua y Barbuda               | Visa no requerida       | 90 días            | |
| Argentina                       | Visa no requerida       | 90 días            | |
| Bahamas                         | Visa no requerida       | 3 meses            | |
| Barbados                        | Visa no requerida       | 90 días            | |
| Belice                          | Visa no requerida       | 30 días            | |
| Bolivia                         | Visa no requerida       | 90 días            | |
| Brasil                          | Visa no requerida       | 90 días            | |
| Canadá                          | Visa requerida          |                    | |
| Chile                           | Visa no requerida       | 90 días            | |
| Costa Rica                      | Visa requerida          |                    | |
| Cuba                            | Visa no requerida       |                    | Pasajeros con una Tarjeta de Turismo expedida a los visitantes que viajan como turistas. |
| Dominica                        | Visa no requerida       | 21 días            | |
| Ecuador                         | Visa no requerida       | 90 días            | |
| El Salvador                     | Visa no requerida       | 3 meses            | |
| Estados Unidos                  | Visa requerida          |                    | |
| Granada                         | Visa requerida          |                    | |
| Guatemala                       | Visa no requerida       | 90 días            | |
| Guyana                          | Visa no requerida       | 90 días            | |
| Haití                           | Visa requerida          |                    | |
| Honduras                        | Visa no requerida       | 3 meses            | |
| Jamaica                         | Visa no requerida       | 30 días            | |
| México                          | Visa no requerida       | 180 días           | |
| Nicaragua                       | Visa a la llegada       | 30 días            | Los nacionales de Colombia con pasaporte normal pueden obtener un visado a la llegada para una estancia máxima de 30 días |
| Panamá                          | Visa no requerida       | 90 días            | |
| Paraguay                        | Visa no requerida       | 90 días            | |
| Perú                            | Visa no requerida       | 183 días           | |
| República Dominicana            | Visa no requerida       | 30 días            | |
| San Cristóbal y Nieves          | Visa no requerida       | 90 días            | |
| San Vicente y las Granadinas    | Visa no requerida       | 3 meses            | |
| Santa Lucía                     | Visa requerida          |                    | |
| Surinam                         | Visa no requerida       | 90 días            | Pasajeros que viajen como turistas para una estancia máxima de 90 días |
| Trinidad y Tobago               | Visa no requerida       | 90 días            | |
| Uruguay                         | Visa no requerida       | 3 meses            | |
| Venezuela                       | Visa no requerida       | 90 días            | |
| Asia                            |                         |                    | |
| Afganistán                      | Visa requerida          |                    | |
| Arabia Saudita                  | eVisa                   |                    | Los visados electrónicos pueden obtenerse antes de la salida en https://visa.visitsaudi.com/ . Los pasajeros deben tener una confirmación de visado electrónico |
| Bangladés                       | Visa a la llegada       | 30 días            | Los nacionales de Colombia que viajen como turistas con un billete de ida y vuelta pueden obtener un visado a la llegada para una estancia máxima de 30 días |
| Baréin                          | Visa a la llegada       | 1 mes              | Los nacionales de Colombia pueden obtener un visado a la llegada para una estancia máxima de 1 mes |
| Brunéi                          | Visa requerida          |                    | |
| Bután                           | Visa requerida          |                    | |
| Camboya                         | Visa a la llegada       | 30 días            | Los nacionales de Colombia pueden obtener un visado a la llegada para una estancia máxima de 30 días. Deben tener un pasaporte con al menos una página de visado no utilizada. Pueden solicitar la prórroga de su estancia |
| Catar                           | Visa no requerida       | 30 días            | Los nacionales de Colombia con pasaporte normal que viajen como turistas para una estancia máxima de 30 días. Deben tener un pasaporte válido por un mínimo de 6 meses desde la fecha de llegada |
| China                           | Visa requerida          |                    | |
| Corea del Norte                 | Visa requerida          |                    | |
| Corea del Sur                   | Visa no requerida       | 90 días            | Nacionales de Colombia con autorización electrónica de viaje a Corea (K-ETA) |
| Emiratos Árabes Unidos          | Visa no requerida       | 90 días            | |
| Filipinas                       | Visa no requerida       | 30 días            | |
| India                           | eVisa                   |                    | Los visados electrónicos pueden obtenerse antes de la salida en https://indianvisaonline.gov.in/. Los pasajeros deben tener un billete de ida y vuelta. Los pasajeros que utilicen su visado electrónico por primera vez deben tener: - un pasaporte con al menos 2 páginas de visado no utilizadas, y - una confirmación impresa de la Autorización Electrónica de Viaje (ETA) con el estado "Concedido". El funcionario de inmigración estampa el visado electrónico en el pasaporte con la fecha de caducidad del visado y el número de entradas permitidas. |
| Indonesia                       | Visa a la llegada       | 30 días            | |
| Irak                            | Visa requerida          |                    | |
| Irán                            | Visa requerida          |                    | |
| Israel                          | Visa requerida          |                    | |
| Japón                           | Visa requerida          |                    | |
| Jordania                        | Visa a la llegada       |                    | |
| Kazajistán                      | Visa no requerida       | 30 días            | |
| Kirguistán                      | eVisa                   |                    | Los visados electrónicos pueden obtenerse antes de la salida en http://evisa.e-gov.kg/ |
| Kuwait                          | Visa requerida          |                    | |
| Laos                            | Visa a la llegada       | 30 días            | Los nacionales de Colombia pueden obtener un visado a su llegada a Luang Prabang (LPQ), Pakse (PKZ) y Vientián (VTE) para una estancia máxima de 30 días. Los pasajeros deben tener - una reserva de hotel confirmada en la Rep. Popular de Laos. Rep. Popular Lao; y - todos los documentos necesarios para su próximo destino; y - una foto de pasaporte; y - un pasaporte que contenga al menos 2 páginas de visado no utilizadas |
| Líbano                          | Visa requerida          |                    | |
| Malasia                         | Visa requerida          |                    | |
| Maldivas                        | Visa a la llegada       |                    | |
| Mongolia                        | Visa requerida          |                    | |
| Nepal                           | Visa a la llegada       | 90 días            | |
| Omán                            | Visa a la llegada       | 14 días            | |
| Pakistán                        | eVisa                   |                    | Los visados electrónicos pueden obtenerse antes de la salida en https://visa.nadra.gov.pk/ . Los pasajeros deben tener una confirmación impresa del visado electrónico que puede verificarse en https://visa.nadra.gov.pk/verify/ |
| Singapur                        | Visa no requerida       | 30 días            | |
| Siria                           | Visa requerida          |                    | |
| Sri Lanka                       | Visa a la llegada       |                    | La autorización electrónica de viaje (ETA) puede obtenerse antes de la salida en www.eta.gov.lk . Los pasajeros que dispongan de un certificado de vacunación COVID-19 que demuestre que están totalmente vacunados al menos dos semanas antes de la salida en calidad de turistas pueden obtener una autorización electrónica de viaje (ETA) a su llegada. Los pasajeros pueden obtener un visado a su llegada |
| Tailandia                       | Visa no requerida       | 60 días            | Todos los colombianos deben mostrar un certificado internacional de vacunación contra la fiebre amarilla, salvo que demuestren que no viven en la zona de influencia de la fiebre amarilla. |
| Tayikistán                      | eVisa                   |                    | Los visados electrónicos pueden obtenerse antes de la salida en https://www.evisa.tj . Los pasajeros deben tener una confirmación impresa del visado electrónico |
| Timor Oriental                  |                         |                    | No existen requisitos específicos de visado y pasaporte para el país de tránsito |
| Turkmenistán                    | Visa requerida          | 10 días            | Los pasajeros con una carta de invitación emitida por una empresa registrada en Turkmenistán y aprobada por el Ministerio de Asuntos Exteriores pueden obtener un visado a la llegada para una estancia máxima de 10 días |
| Turquía                         | Visa no requerida       | 90 días            | |
| Uzbekistán                      | eVisa/Visa a la llegada |                    | Los visados electrónicos pueden obtenerse antes de la salida en https://e-visa.gov.uz/ Los pasajeros con una confirmación de visado (sello) emitida por el Ministerio de Asuntos Exteriores de Uzbekistán pueden obtener un visado a su llegada a Taskent (TAS). El pasajero debe tener 2 fotos de pasaporte en color |
| Vietnam                         | Visa no requerida       | 30 días            | Los nacionales de Colombia que lleguen a Phu Quoc (PQC) para una estancia máxima de 30 días. Los nacionales de Colombia que lleguen a Hanói (HAN) o Ciudad Ho Chi Minh (SGN) con un vuelo de conexión a Phu Quoc (PQC) en el mismo día natural. Se concederá una estancia máxima de 30 días para Phu Quoc (PQC). |
| Yemen                           | Visa requerida          |                    | |
| Europa                          |                         |                    | |
| Albania                         | Visa no requerida       | 90 días            | |
| Alemania                        | Visa no requerida       | 90 días            | |
| Andorra                         | Visa no requerida       | 90 días            | |
| Armenia                         | eVisa                   |                    | Los visados electrónicos pueden obtenerse antes de la salida en https://evisa.mfa.am/ |
| Austria                         | Visa no requerida       | 90 días            | |
| Azerbaiyán                      | Visa requerida          |                    | |
| Bélgica                         | Visa no requerida       | 90 días            | |
| Bielorrusia                     | Visa no requerida       | 90 días            | |
| Bosnia y Herzegovina            | Visa no requerida       | 90 días            | |
| Bulgaria                        | Visa no requerida       | 90 días            | |
| Chipre                          | Visa no requerida       | 90 días            | |
| Ciudad del Vaticano             | Visa no requerida       | 90 días            | |
| Croacia                         | Visa no requerida       | 90 días            | |
| Dinamarca                       | Visa no requerida       | 90 días            | |
| Eslovaquia                      | Visa no requerida       | 90 días            | |
| Eslovenia                       | Visa no requerida       | 90 días            | |
| España                          | Visa no requerida       | 90 días            | |
| Estonia                         | Visa no requerida       | 90 días            | |
| Finlandia                       | Visa no requerida       | 90 días            | |
| Francia                         | Visa no requerida       | 90 días            | |
| Georgia                         | Visa no requerida       | 1 año              | |
| Grecia                          | Visa no requerida       | 90 días            | |
| Hungría                         | Visa no requerida       | 90 días            | |
| Irlanda                         | Visa requerida          |                    | |
| Islandia                        | Visa no requerida       | 90 días            | |
| Italia                          | Visa no requerida       | 90 días            | |
| Letonia                         | Visa no requerida       | 90 días            | |
| Liechtenstein                   | Visa no requerida       | 90 días            | |
| Lituania                        | Visa no requerida       | 90 días            | |
| Luxemburgo                      | Visa no requerida       | 90 días            | |
| Macedonia del Norte             | Visa no requerida       | 90 días            | |
| Malta                           | Visa no requerida       | 90 días            | |
| Moldavia                        | Visa no requerida       | 90 días            | |
| Mónaco                          | Visa no requerida       | 90 días            | |
| Montenegro                      | Visa no requerida       | 90 días            | |
| Noruega                         | Visa no requerida       | 90 días            | |
| Países Bajos                    | Visa no requerida       | 90 días            | |
| Polonia                         | Visa no requerida       | 90 días            | |
| Portugal                        | Visa no requerida       | 90 días            | |
| Reino Unido                     | Visa requerida          |                    | |
| República Checa                 | Visa no requerida       | 90 días            | |
| Rumania                         | Visa no requerida       | 90 días            | |
| Rusia                           | Visa no requerida       | 90 días            | |
| San Marino                      | Visa no requerida       | 90 días            | |
| Serbia                          | Visa no requerida       | 30 días            | |
| Suecia                          | Visa no requerida       |                    | |
| Suiza                           | Visa no requerida       | 90 días            | |
| Ucrania                         | Visa no requerida       | 90 días            | |
| Oceanía                         |                         |                    | |
| Australia                       | eVisa                   |                    | Los visados electrónicos se pueden obtener antes de la salida en https://immi.homeaffairs.gov.au/visas/ |
| Fiyi                            | Visa no requerida       | 4 meses            | |
| Kiribati                        | Visa requerida          |                    | |
| Islas Marshall                  | Visa a la llegada       | 90 días            | |
| Islas Salomón                   | Visa a la llegada       |                    | Los nacionales de Colombia pueden obtener un visado a la llegada si tienen una confirmación de que el visado ha sido aprobado antes de la salida |
| Estados Federados de Micronesia | Visa no requerida       | 30 días            | |
| Nauru                           | Visa requerida          |                    | |
| Nueva Zelanda                   | Visa requerida          |                    | |
| Palaos                          | Visa a la llegada       | 30 días            | |
| Papúa Nueva Guinea              | Visa requerida          |                    | |
| Samoa                           | Visa no requerida       | 60 días            | Los pasajeros pueden obtener un permiso de entrada (o de tránsito) a su llegada para una estancia máxima de 60 días |
| Tonga                           | Visa requerida          |                    | |
| Tuvalu                          | Visa a la llegada       | 1 mes              | |
| Vanuatu                         | Visa requerida          |                    | |

## Diseño
A partir del 1 de septiembre de 2015, el pasaporte colombiano incluye tecnología biométrica. Utiliza el mismo sistema de lectura mecánica, pero con un chip integrado donde se almacena información como huellas digitales, foto y datos del titular del documento. El 16 de junio de 2010 la cancillería colombiana anunció oficialmente que atendiendo las disposiciones de la Organización Internacional de Aviación Civil, quien le exigió al país que se ajustara a las regulaciones que actualmente operan en la Unión Europea, o al menos al estándar usado por 173 países; se hacía oficial el nuevo diseño para el pasaporte. A partir del 15 de julio de 2010, este documento se podía solicitar en Bogotá y a partir del 5 de agosto de 2010 en las oficinas de pasaportes en las gobernaciones del resto del país y consulados en el exterior. La fotografía biométrica del pasaporte debe identificar la persona y por esta razón tiene algunos requisitos: debe ser 2.6 x 3.2 cm de tamaño, el fondo claro e uniforme, la cara claramente visible, tomada reciente.
Este documento puede ser sometido a lectura mecánica, puesto que los datos son grabados a láser. Además, el código de barras facilita los procesos migratorios debido a que los datos de cada ciudadano se cargan directamente en los servidores de migración en los aeropuertos. El documento contiene hologramas en relieve y fluorescentes, lo cual hace casi imposible su falsificación y tiene los más altos estándares de seguridad.
Los pasaportes expedidos antes de 2010 fueron válidos hasta el 24 de noviembre de 2015 sin restricciones, en tanto no estuvieran vencidos.

## Galería de imágenes

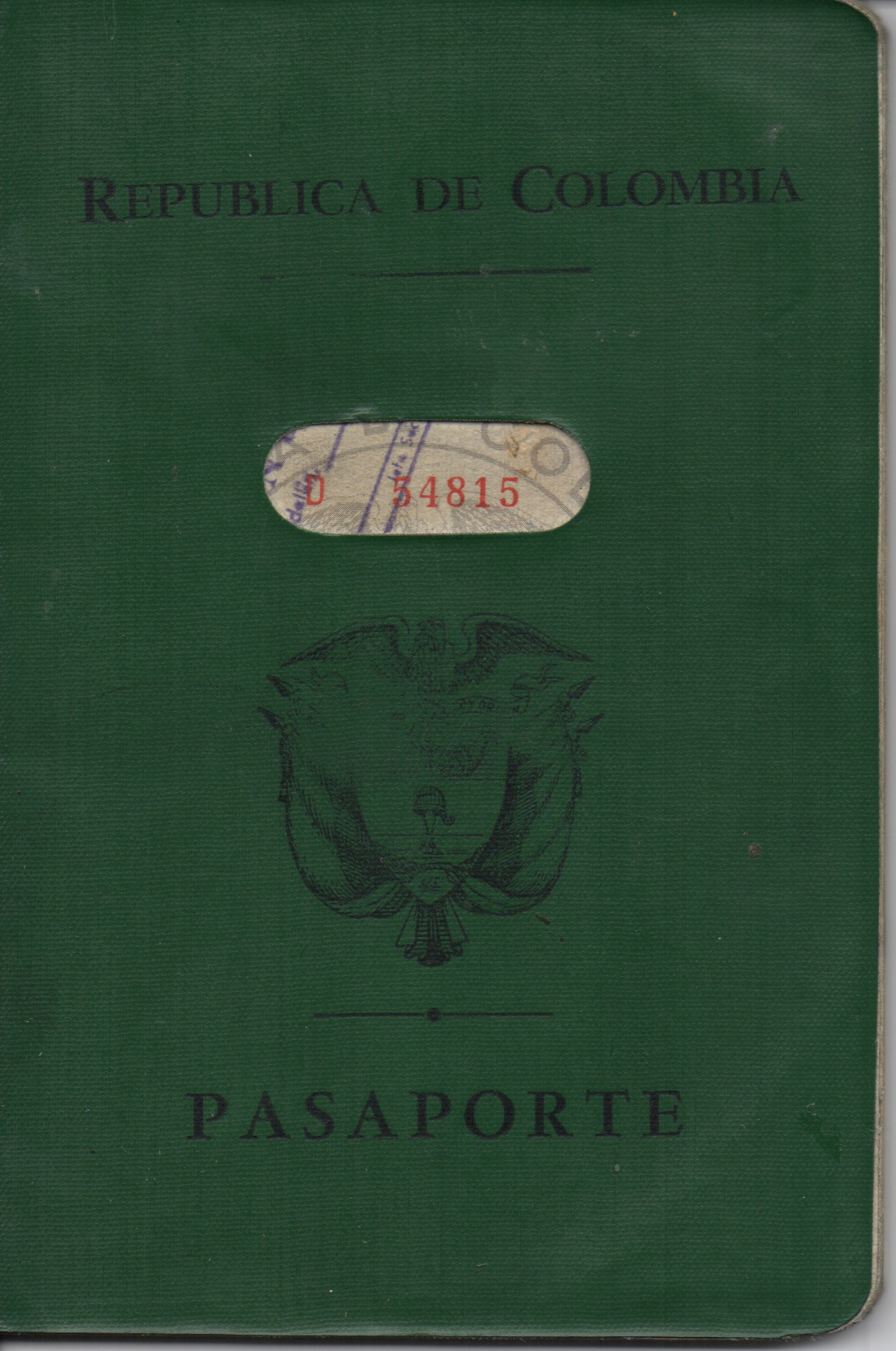
Pasaporte de 1964.
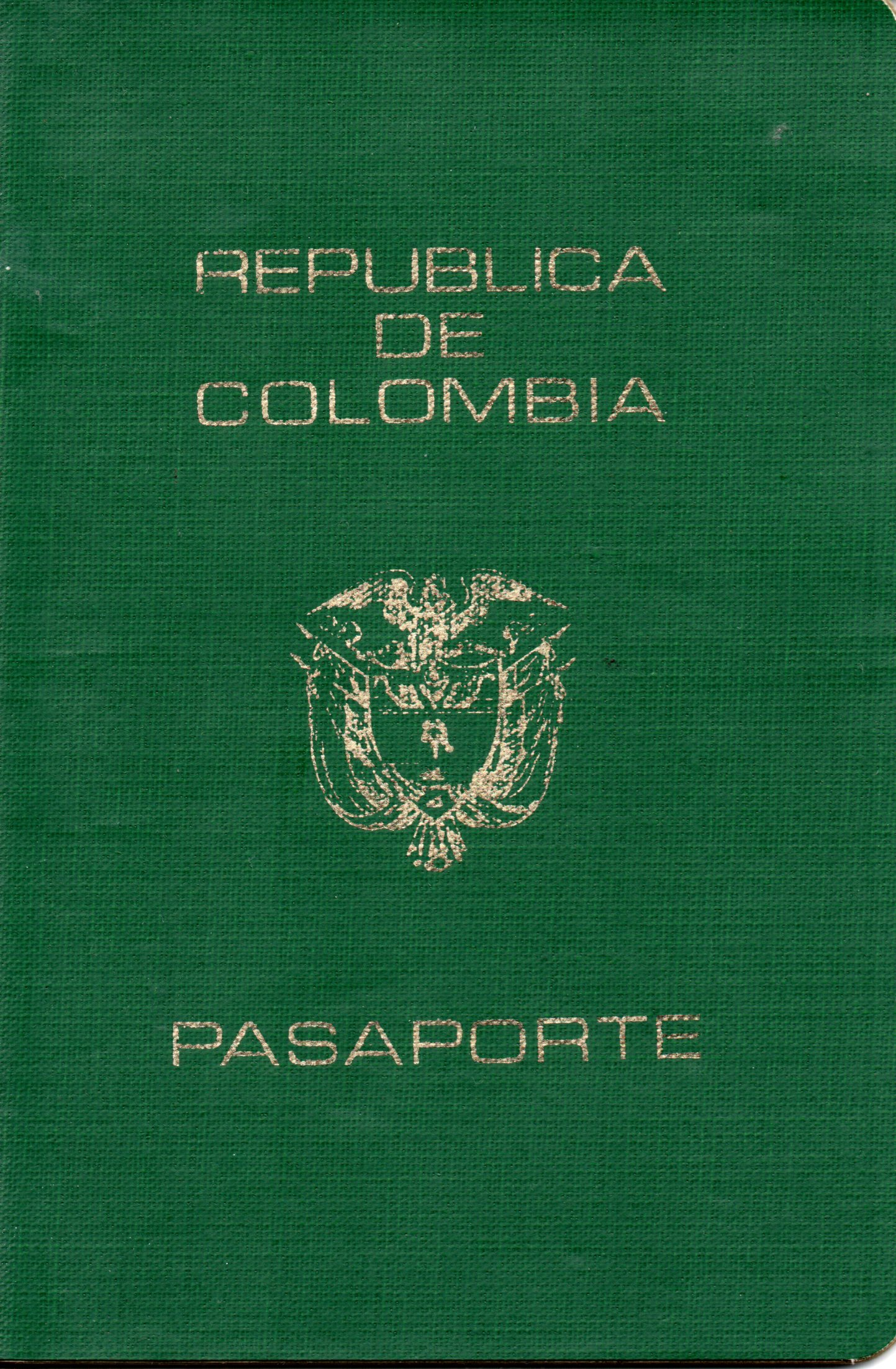
Pasaporte de 1974.
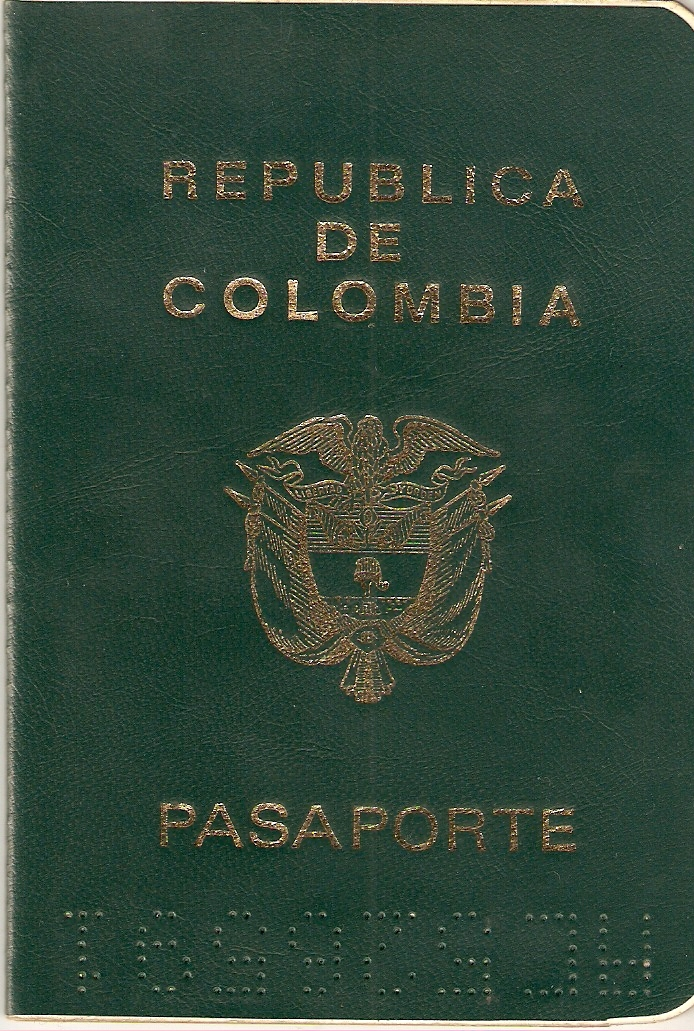
Pasaporte de 1989.
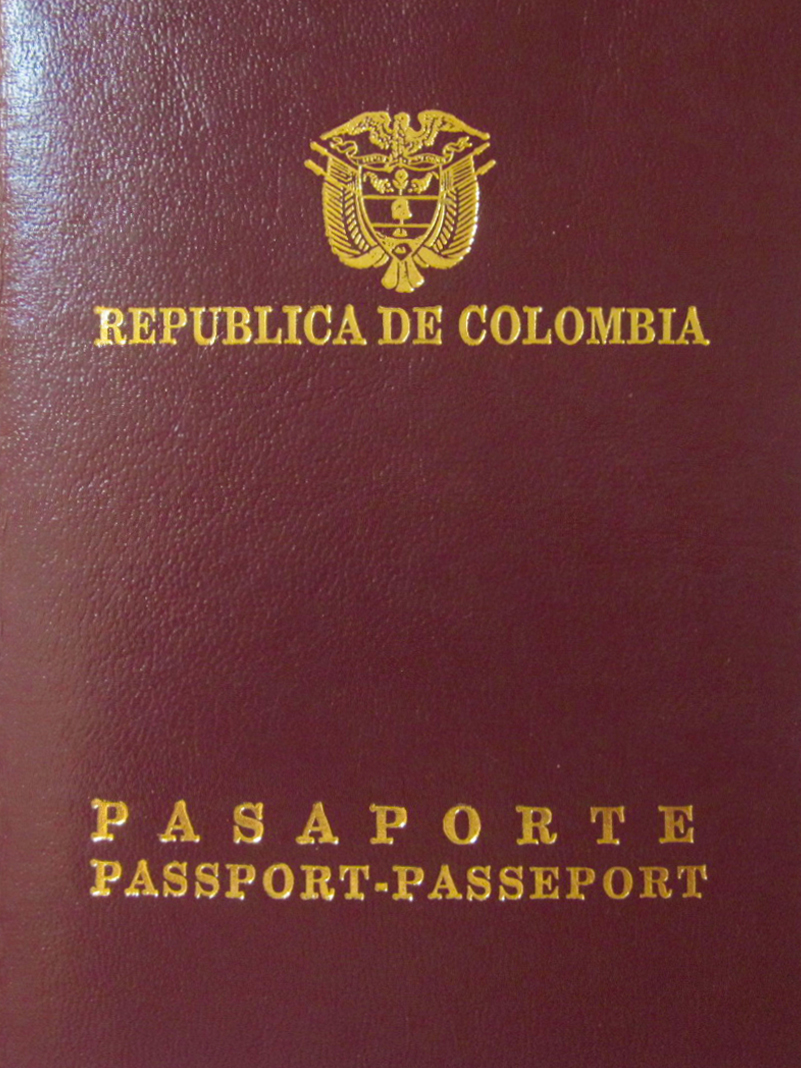
Pasaporte de 2010.
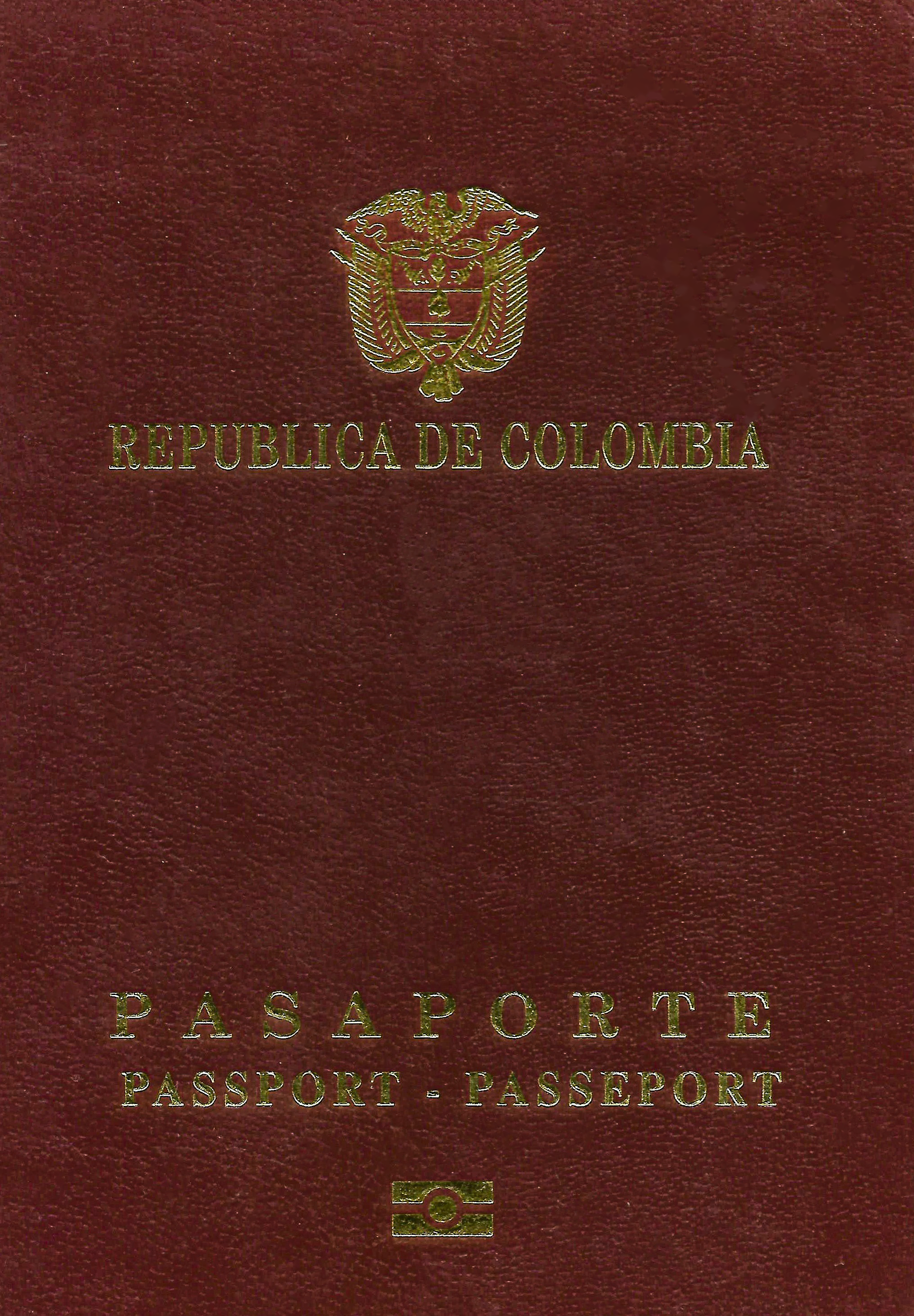
Pasaporte desde 2015.